# Со мною вот что происходит… (стихотворение)
«Со мною вот что происхо́дит…» — стихотворение, написанное советским и российским поэтом Евгением Евтушенко в 1957 году, впервые опубликовано в том же году в книге стихов «Обещание». Отразило личные переживания, связанные с расставанием с первой женой — поэтессой Беллой Ахмадулиной, которой стихотворение посвящено. Критикой признано одним из наиболее известных произведений любовной лирики Евтушенко, принёсших известность автору. В 1975 году песня на это стихотворение, сочинённая Микаэлом Таривердиевым и исполненная Сергеем Никитиным, была включена в звуковую дорожку телефильма Эльдара Рязанова «Ирония судьбы, или С лёгким паром!», что способствовало дальнейшей популяризации стихотворения, включению его начальных строк в сборники цитат из произведений русской литературы и кино и закреплению в обиходном языке в качестве поговорки.

## Создание
(Отрывок)

Со мною вот что происходит — 

ко мне мой старый друг не ходит, 

а ходят в мелкой суете 

разнообразные не те…

<…>
Стихотворение написано летом 1957 года в Москве в съёмной комнате на втором этаже исторического здания на углу Тверской улицы и Козицкого переулка (на первом этаже располагался знаменитый магазин «Елисеевский»), в которой Евгений Евтушенко проживал после ухода от жены — поэтессы Беллы Ахмадулиной. Супруги были женаты с 1955 года — фактически с первых дней совместной жизни они спорили и ссорились по различным поводам, например, из-за полноватой, по мнению поэта, фигуры Ахмадулиной или из-за поздних возвращений Евтушенко с празднеств и гуляний. Как отмечала в этой связи биограф В. Богданова, они получали «странное удовольствие от этих ссор. Казалось, что так они оба подзаряжали себя, вдохновляли, ну и, конечно, мирились они тоже громко и ярко». Более серьёзной причиной конфликтов являлось различие идейных и жизненных позиций — будучи старше и профессионально опытнее, Евтушенко старался помочь карьере жены-поэтессы, во многом заставляя её быть похожей на себя. Со временем они стали проводить всё больше времени в разных компаниях, часто возвращались домой по отдельности. Незапланированная беременность Ахмадулиной и последовавшее решение об аборте, на котором настоял Евтушенко, отдалили супругов.
После неудачных попыток вернуть былые чувства, предпринятых обеими сторонами, Евтушенко съехал из коммунальной квартиры на Войковской, в которой молодые супруги обосновались сразу после свадьбы. В первое время после переезда он ещё надеялся на примирение — вернувшись однажды, попытался наладить отношения, но после короткого разговора перед закрытой дверью уехал. Утешение поэт находил в распитии алкоголя и встречах с женщинами: «комнатушка» над «Елисеевским» была «настолько крошечная», вспоминал он, что «входящим женщинам нельзя было избежать тахты, и через пару месяцев я чуть не рехнулся от карусели, которую сам себе устроил». От общих знакомых он знал, что Ахмадулина тоже встречалась с друзьями и вела свободную жизнь. В этот период Евтушенко сочинил стихотворение без заглавия «Со мною вот что происходит…» — «не написал, а выдохнул», остановившись на простых глагольных рифмах «происходит — не ходит». Он читал жене только что написанное произведение по телефону, а она — читала ему свои стихи. Поэт назвал стихотворение «самоспасением», считал его очень личным произведением, написанным только для Ахмадулиной и для себя «в надежде, что оно нам поможет». Однако этого не случилось — бывшие возлюбленные поддерживали эпизодическую связь ещё несколько лет и окончательно расстались в 1960 году.

## Публикации и признание
Стихотворение впервые опубликовано в конце 1957 года в четвёртой книге стихов Евтушенко «Обещание» с посвящением Б. Ахмадулиной. В марте 1962 года оно было переведено на немецкий язык и издано в составе одноимённой книги стихов в ГДР, которая стала первой зарубежной публикацией Евтушенко. По признанию автора он часто читал новое стихотворение друзьям и знакомым. После издания в 1957 году многие переписывали стихотворение от руки, что сам поэт объяснял тем, что написано оно было об этих молодых людях, а также «за них и для них»: тема, которую затрагивало произведение, случалась «опять и опять, и не только со мною». Со временем стихотворение получило в восприятии современников другое смысловое значение. Однажды услышав его исполнение на улице под гитару, Евтушенко выяснил, что присутствующие видели в произведении, в первую очередь, социальную тематику, хотя, по признанию поэта, при его сочинении никакого общественного звучания он не вкладывал. Говоря о публикации в Германии, Евтушенко замечал, что оно «наложилось на тему разделённости уже не двух людей, а целого народа Берлинской стеной». Во время выступлений в различных странах мира прочесть стихотворение просили бывшие соотечественники: по оценке поэта, оно стало «превращаться в ностальгически гражданское, когда столькие духовно близкие люди оказались географически отшвырнутыми друг от друга». В 2015 году в беседе с журналистами «Российской газеты» Евтушенко рассказал ещё об одной интерпретации стихотворения: «У русского человека есть одна неистребимая черта. Вы, наверное, видели не раз: подходит к вам какой-то человек, и видно, что он кем-то оскорблён, у него накопилось что-то. Выпил, хватанул лишку, смотрит на вас и подходит. У него руки раскрыты вам навстречу, но что он сделает, схватит вас и начнёт душить или обнимет, он сам ещё не знает. Вот в этом-то всё и дело: для чего у нас руки раскрыты: для объятий или для чего-то другого? Об этом ведь и написано моё давнее стихотворение "Со мною вот что происходит…».
Стихотворение стало одним из наиболее известных в творчестве Евтушенко и принесло известность самому автору: со слов Евтушенко, при личном знакомстве с ним «Со мною вот что происходит…» цитировали по памяти. Поэт Андрей Вознесенский утверждал, что авторское чтение произведения в своё время «наповал завораживало» публику. Александр Кушнер упоминал о стихотворении для иллюстрации тезиса о том, что Евтушенко с его любовной лирикой «всё-таки вошёл в нас». Словосочетание «Со мною вот что происходит, ко мне мой старый друг не ходит» неоднократно включалось в сборники цитат русской литературы и афоризмов отечественного кино. Журнал «Русский репортёр» определил ему 82 позицию из 100 в перечне самых популярных в российском обществе поэтических строк, составленном по итогам социологического исследования 2015 года. А портал «ГодЛитературы.РФ» признал это словосочетание поговоркой, которую носители языка произносят, не задумываясь, откуда она взялась. Высокую авторскую оценку стихотворения подтверждает, среди прочего, тот факт, что при подготовке антологии русской поэзии XX века «Строфы века» в число избранных тринадцати произведений собственного сочинения, Евтушенко включил и «Со мною вот что происходит…». На церемонии прощания с поэтом, состоявшейся 6 апреля 2017 года в Арт-центре Lorton при Университете Талсы в США, демонстрировалась видеозапись из сменяющих друг друга фотографий под фонограмму песни «Со мною вот что происходит» из телефильма «Ирония судьбы, или С лёгким паром!».

## Оценки
Литературовед Е. Сидоров считал «Со мною вот что происходит…» началом любовной лирики Евтушенко, в лучших произведениях которой звучат ноты прощания, ухода, гибели чувства — и это самое сильное и «щемящее» в них. Они берут за живое тем, что заранее, «ещё до звуков и букв», несут в себе безнадёжное и в то же время праздничное чувство утраты. Писатель и драматург А. Никульков охарактеризовал стихотворение как трагическое: «страдающая душа» отчётливо осознаёт «никчёмность» и безвыходность свободных отношений, подменяющих истинную любовь.
Переживания от «разобщённости близких душ», по мнению литературоведа А. Михайлова, составляют первую любовную коллизию в стихотворном творчестве Евтушенко. При этом несмотря на искреннее, хотя и попутное, выражение чувства потери любимой, в «Со мною вот что происходит…» присутствует также «некая поза баловня в любви, жертвы чужой страсти»: «…Совсем не та ко мне приходит, // мне руки на плечи кладёт // и у другой меня крадёт». В других стихотворениях этого периода такая «поза» выявляется более отчётливо. Хотя печаль от «разъединённости» с любимой и чувство одиночества искренни, заключал Михайлов, они не глубоки — для этого они «слишком красиво» выражены.
Филолог Е. Иванова назвала стихотворение одним из лучших произведений любовной тематики у Евтушенко. Несмотря на то, что оно представляет собой «грустное размышление», тем не менее по своему стилю, заключала Иванова, во многом напоминает элегический склад лирики Б. Ахмадулиной, что привносит в общую тональность произведения и ироничный оттенок. Распространённой также является оценка, сопоставлявшая гражданскую поэзию Евтушенко и его собственно лирические произведения, согласно которой «Со мною вот что происходит…» — переживание «поэта растерянности», трудно совместимого с образом «громового» Евтушенко. А. Вознесенский отнёс «Со мною вот что происходит…» к числу хрестоматийных произведений автора.

## В культуре

### В «Иронии судьбы»
В 1975 году при подготовке к съёмкам телевизионного фильма «Ирония судьбы, или С лёгким паром!» режиссёр Эльдар Рязанов выбрал восемь стихотворений советских поэтов, включая «Со мною вот что происходит…», песни на которые предполагалось включить в звуковую дорожку телефильма. Музыку сочинил композитор Микаэл Таривердиев, исполнил песню Сергей Никитин. В 1976 году, вместе с другими композициями, «Со мною вот что происходит» была издана на второй стороне долгоиграющей пластинки Таривердиева «Музыка из кинофильмов "Ольга Сергеевна", "Ирония судьбы». Включение одноимённой песни в звуковую дорожку «Иронии судьбы» способствовало дальнейшей популяризации стихотворения Евтушенко: «Со мною вот что происходит» пели под гитару в студенческих и рабочих общежитиях, у туристских костров. Издание «Коммерсантъ», рассуждая о влиянии ностальгии на настроение телевизионной аудитории, отмечало: «…Что может быть надежнёй, чем испытанные методы: умиление при звуках "Со мною вот что происходит" возникает у нас вполне рефлекторно, точно как у собаки Павлова выделялась слюна при виде зажжённой лампочки». Широкий успех песни, как и других композиций на стихи М. Цветаевой и Б. Ахмадулиной, стал загадкой для Таривердиева. Эти стихотворения он охарактеризовал как достаточно сложные, не содержащие характерных элементов песни: они некуплетны, развёрнуты по форме, с усложнённым для этого жанра интонационным рядом и простой «нерасцвеченной» локализованной фактурой сопровождения. Потому аккомпанемент всех композиций был решён в одном тембре, первое четверостишие «Со мною вот что происходит» при исполнении песни повторялось в конце.
Стихотворные тексты песен из «Иронии судьбы», по мнению музыковеда В. Таривердиевой, затрагивают тему одиночества, тем не менее борьбы с ним, стремления преодолеть одиночество зритель в картине не наблюдает. Есть лишь «фиксация момента и даже смиренность», потому здесь не Я но «… кто-нибудь, // Приди, нарушь // Чужих людей соединённость // И разобщённость близких душ…». Искусствовед Э. Ефимов замечал, что песня «Со мною вот что происходит» вызывает у зрителя лирические и грустные размышления о том, как непросто и нелегко могут складываться отношения между людьми, в особенности при «разобщённости близких душ», одновременно мотив «чужих людей соединённости» настраивает на ожидание событий, способных внести важные перемены в жизнь героя. Размышления о том, почему близкие люди отдаляются друг от друга, а далёкие, наоборот, сближаются, по мнению поэта А. Медведева, приводят к пониманию, что герой и его ленинградская возлюбленная — близкие друг другу люди, но разделённые расстоянием, а он же и московская невеста — далёкие, но живущие рядом.
Литератор Н. Лесскис считала песню «Со мною вот что происходит» музыкальным эпиграфом телефильма — композицией, которая самим строем задаёт лирическую интонацию и тем самым вступает в противоречие с ожиданиями, полученными от других эпиграфов. В частности, мультипликационный эпиграф вместе с закадровым монологом о типовых домах создают ожидание дальнейшей комедийной (вероятно, даже гротескной) стилистики телефильма. Эпиграф в виде титров, сообщающих, что зритель увидит «совершенно нетипичную историю, которая могла произойти только и исключительно в новогоднюю ночь», обнаруживает жанровую связь «Иронии судьбы» со святочными рассказами и тем самым создаёт ожидание рождественского (в данном случае — новогоднего) чуда. Однако все эти противоречия с лирическим настроем песни, по мнению Лесскис, снимаются, если рассматривать в основе эстетики телефильма романтические традиции. Так, основной мотив стихотворения «Со мною вот что происходит…», поясняла литератор, — поиск идеала (идеального «старого друга» и идеальной «той»). Центральная оппозиция — «чужой/близкий» («родной»), ей же соседствует другая — подчёркнуто неопределённая — «та/не та» (вариант «тот/не те» — в первой строфе). Таким образом, лирический герой здесь имеет сходство, например, с героем произведений поэта-романтика Дж. Байрона: он ищет идеальную спутницу — единственную «ту», появление которой должно победить, наконец, «разобщённость близких душ». Комедийность (гротескность), проявляющаяся в оппозиции «индивидуальное/безликое» («дом мечты»/типовой дом), сменяется идеей неприемлемости всего «безликого» и поиска недостижимого идеала, что порождает элегическое настроение. А сюжет новогоднего чуда реализуется через идею романтического двоемирия, лирически воплощённую в пространствах Москвы и Ленинграда.

### В литературе, музыке и кино
Стихотворение «Со мною вот что происходит…» упоминается в романах «Графоманка» Г. Щекиной и «Предчувствие октября» А. Эбаноидзе. В марте 2011 года писатель и поэт Дмитрий Быков использовал текст стихотворения в качестве литературной основы для сочинения политической сатиры на словесную перепалку между российским президентом и премьером, озаглавленной «В тандеме вот что происходит», для проекта «Гражданин поэт». В честь первой строки стихотворения была названа московская инди-рок-группа «Со мною вот что». В 2012 году в российский прокат вышел художественный фильм с одноимённым названием «Со мною вот что происходит», в сюжетной линии которого использованы песни из «Иронии судьбы».